# Juzjnyjs hamn

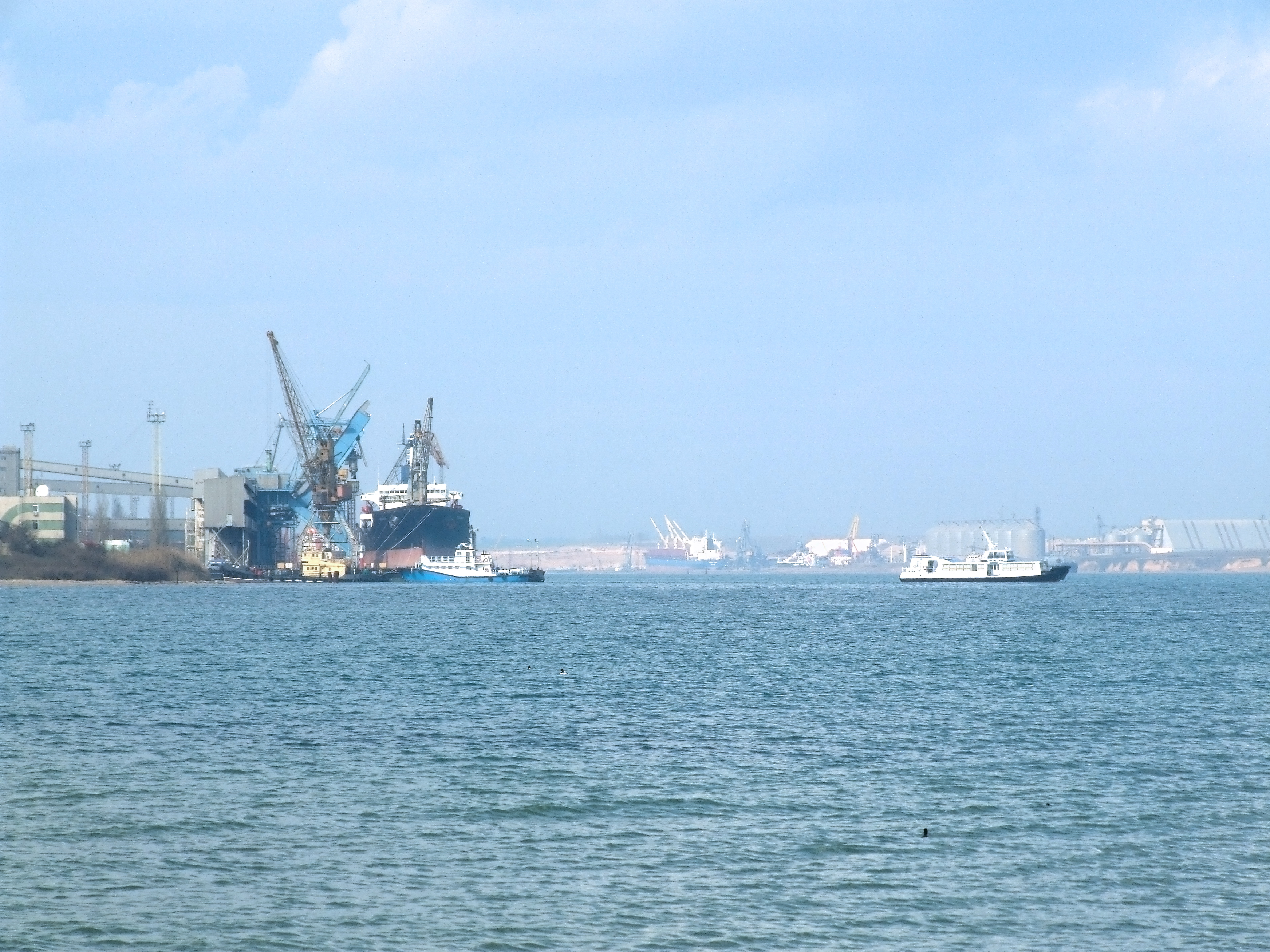

Juzjnyjs hamn (ukrainska: Порт Южный), även Port Pivdennyi, är en hamn i staden Juzjne i Odessa oblast i Ukraina. Den invigdes den 27 juli 1978 och är en av landets största hamnar.
Hamnen ligger i den nordvästra delen av Svarta havet och kan hantera  
mer än 47,5 miljoner ton gods om året.
Den har förbindelse till järnväg och är viktig för Ukrainas export av järn- och manganmalm och metaller. Hamnen har 5,5 kilometer kaj med lagerbyggnader och ett djup på upp till 20 meter och en oljedepå. 
Juzjnyjs hamn är en av de hamnar som öppnades för export av spannmål under Rysslands invasion av Ukraina 2022.